# Potentilla atrosanguinea
Potentilla atrosanguinea es una planta herbácea perenne de la familia Rosaceae. Hojas verdes y flores con cinco pétalos blancos. Se distribuye por Afganistán, Pakistán, Cachemira, India, Nepal, Bután y China.

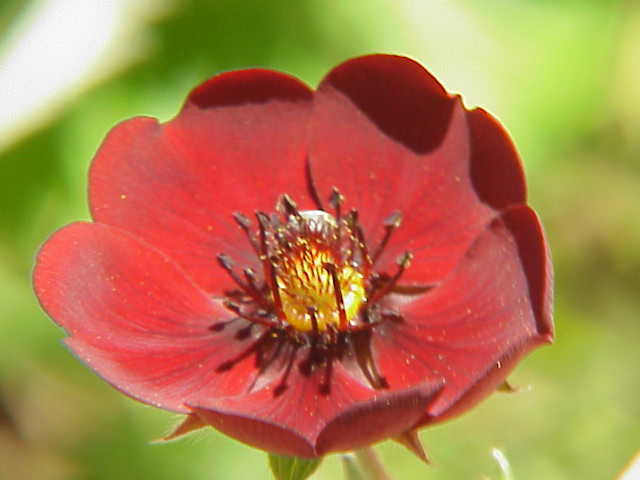
Detalle de la flor

## Descripción
Son hierbas perennes de altura. El tallo alcanza un tamaño de 30-50 cm de largo, generalmente de hojas tomentosas blanco grisáceas. Hojas trifoliadas, con pecíolos de 10-20 cm de largo, densamente tomentosos.  Flores de 2,0-3,8 cm de diámetro, sépalos pilosos, ovadas exterior, obtuso, en general, todo, interior oblongo-ovadas, agudas. Pétalos grandes, de color rojo o amarillo brillante, de 10-19 mm de largo y ancho, emarginada. Estambres y carpelos numerosos,  filiformes, engrosadas por debajo, 1.5 a 2.5 mm de largo.

## Taxonomía
Potentilla atrosanguinea fue descrita por G.Lodd. ex D.Don y publicado en Botanical Cabinet; consisting of coloured delineations . . 8: , pl. 786. 1823.
Etimología
Potentílla: nombre genérico que deriva del latín postclásico potentilla, -ae de potens, -entis, potente, poderoso, que tiene poder; latín -illa, -illae, sufijo de diminutivo–. Alude a las poderosas presuntas propiedades tónicas y astringentes de esta planta. 
atrosanguinea: epíteto latíno que significa "de color rojo profundo".